# Hurrikan Mitch

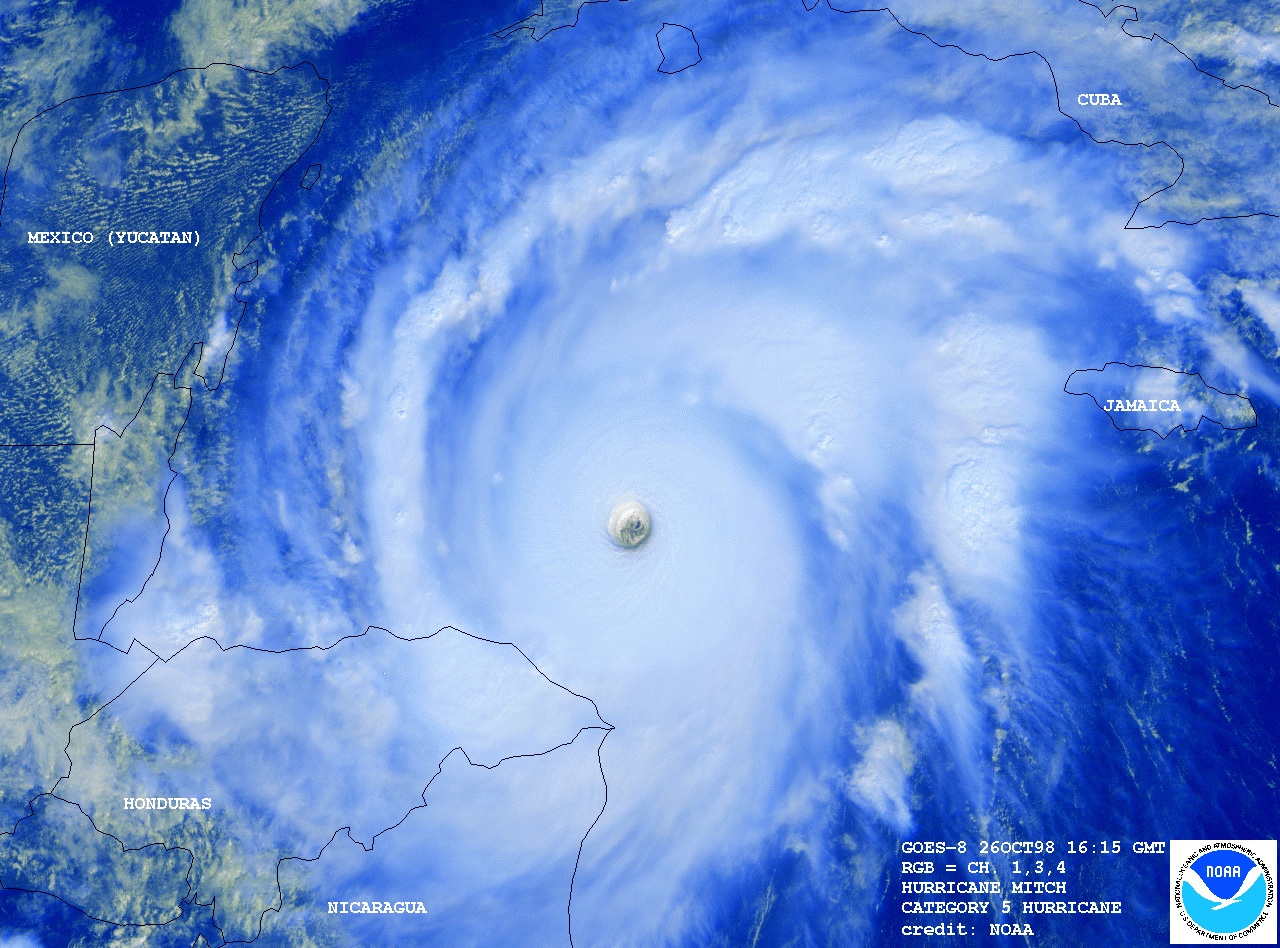
Hurrikan Mitch als Kategorie 5-Hurrikan bei Honduras (Windgeschwindigkeit ca. 290 km/h)

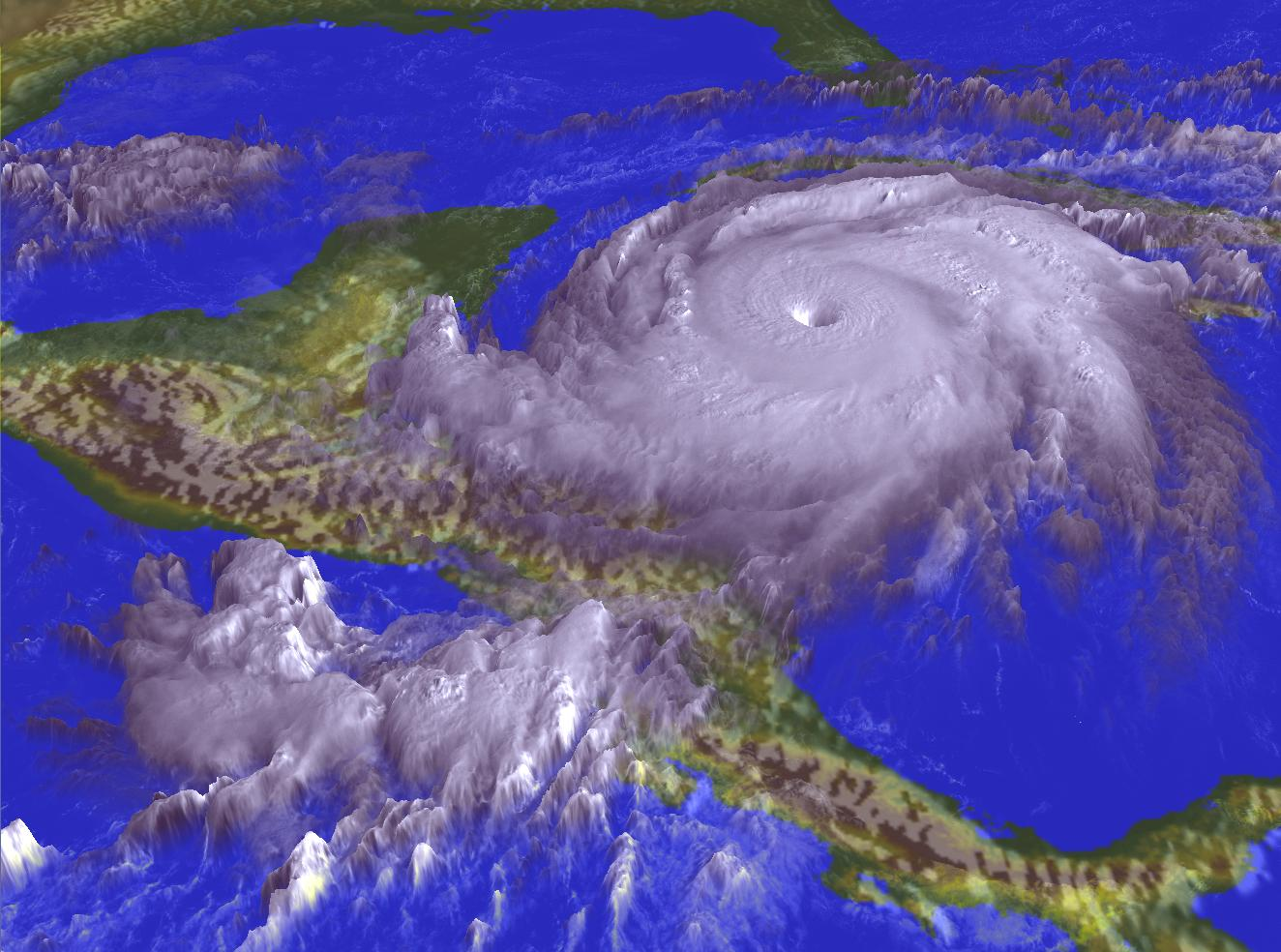
Hurrikan Mitch

Der Hurrikan Mitch war ein atlantischer Hurrikan im Jahr 1998.
Vom 22. Oktober bis zum 8. November wütete er in Mittelamerika, wobei ca. 19.000 Menschen ums Leben kamen. Honduras und Nicaragua waren die am schwersten vom Hurrikan getroffenen Länder. Auch El Salvador und Guatemala litten unter den Folgen. Die volkswirtschaftlichen Schäden werden auf 7 Milliarden US-Dollar geschätzt. Mitch ist der tödlichste Hurrikan seit dem Großen Hurrikan von 1780.

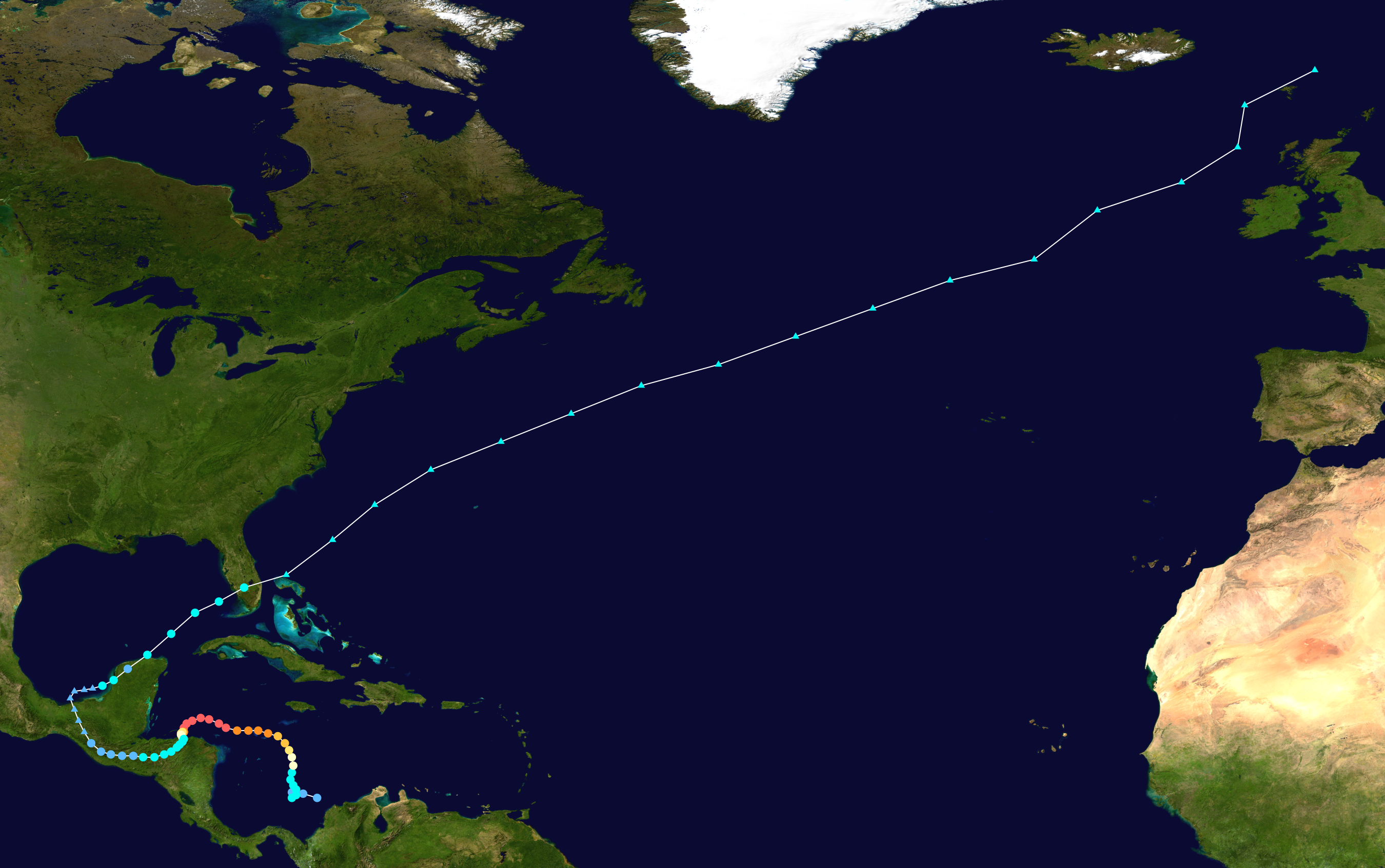
Zugbahn

## Auswirkungen in Nicaragua
Am 30. Oktober brach nach 10 Tagen Dauerregen der Vulkankrater Casitas auseinander. Unter einer riesigen Schlammlawine wurden mindestens 1.500 Menschen begraben. Auch andere Regionen in Nicaragua waren von dem durch Mitch ausgelösten Dauerregen betroffen. Insgesamt wurden rund 20 Quadratkilometer überschwemmt, mindestens 4000 Menschen starben und 7000 werden bis heute vermisst. Die Jahrzehnte zuvor in Hochrisikogebieten errichteten Kleinstädte El Porvenir und Rolando Rodriguez waren vollständig ausradiert worden, mehrere Dörfchen und Gehöfte waren ebenfalls betroffen worden.
Die Infrastruktur Nicaraguas wurde massiv zerstört. Nach den Überschwemmungen kam es zu Plünderungen in den evakuierten Gebieten. Seuchen (beispielsweise Cholera, Malaria, Dengue-Fieber, Bindehautentzündungen und Durchfall) brachen aus und die Preise der Grundnahrungsmittel stiegen um das Dreifache. Weltweit rollte eine riesige Hilfswelle an. Politiker wie Hillary Clinton reisten nach Nicaragua, um sich vor Ort ein Bild der Schäden zu machen. Die Hilfe vor Ort wurde vielfach als unorganisiert bezeichnet und es wurden Vorwürfe laut, dass der amtierende Präsident Alemán die gesammelten Spendengelder veruntreue.
| Rang           | Hurrikan    | Saison | Min. Luftdruck hPa (mbar) |
| -------------- | ----------- | ------ | ------------------------- |
| 1              | Wilma       | 2005   | 882                       |
| 2              | Gilbert     | 1988   | 888                       |
| 3              | „Labor Day“ | 1935   | 892                       |
| 4              | Rita        | 2005   | 895                       |
| 5              | Allen       | 1980   | 899                       |
| 6              | Camille     | 1969   | 900                       |
| 7              | Katrina     | 2005   | 902                       |
| 8              | Mitch       | 1998   | 905                       |
| 8              | Dean        | 2007   | 905                       |
| 10             | Maria       | 2017   | 908                       |
| Quelle: HURDAT |             |        |                           |

## Auswirkungen in Honduras
In Honduras waren besonders die Ärmsten in entlang der Flüsse errichteten Slums und anderen informellen Siedlungen betroffen, die von den Fluten weggespült worden waren. Ein Fünftel der honduranischen Bevölkerung war nach dem Hurrikan obdachlos. Das Bruttoinlandsprodukt schrumpfte um 2 %.

## Spendenhilfe
Ende 1998 gründeten verschiedene international bekannte DJs das Benefizprojekt United Deejays For Central America, um Spenden für die Opfer zu sammeln. Ihr Song Too Much Rain hielt sich in Deutschland 13 Wochen lang in den Charts und schaffte es bis auf Platz 13.